# Carlo Pellegrini (Karikaturist)

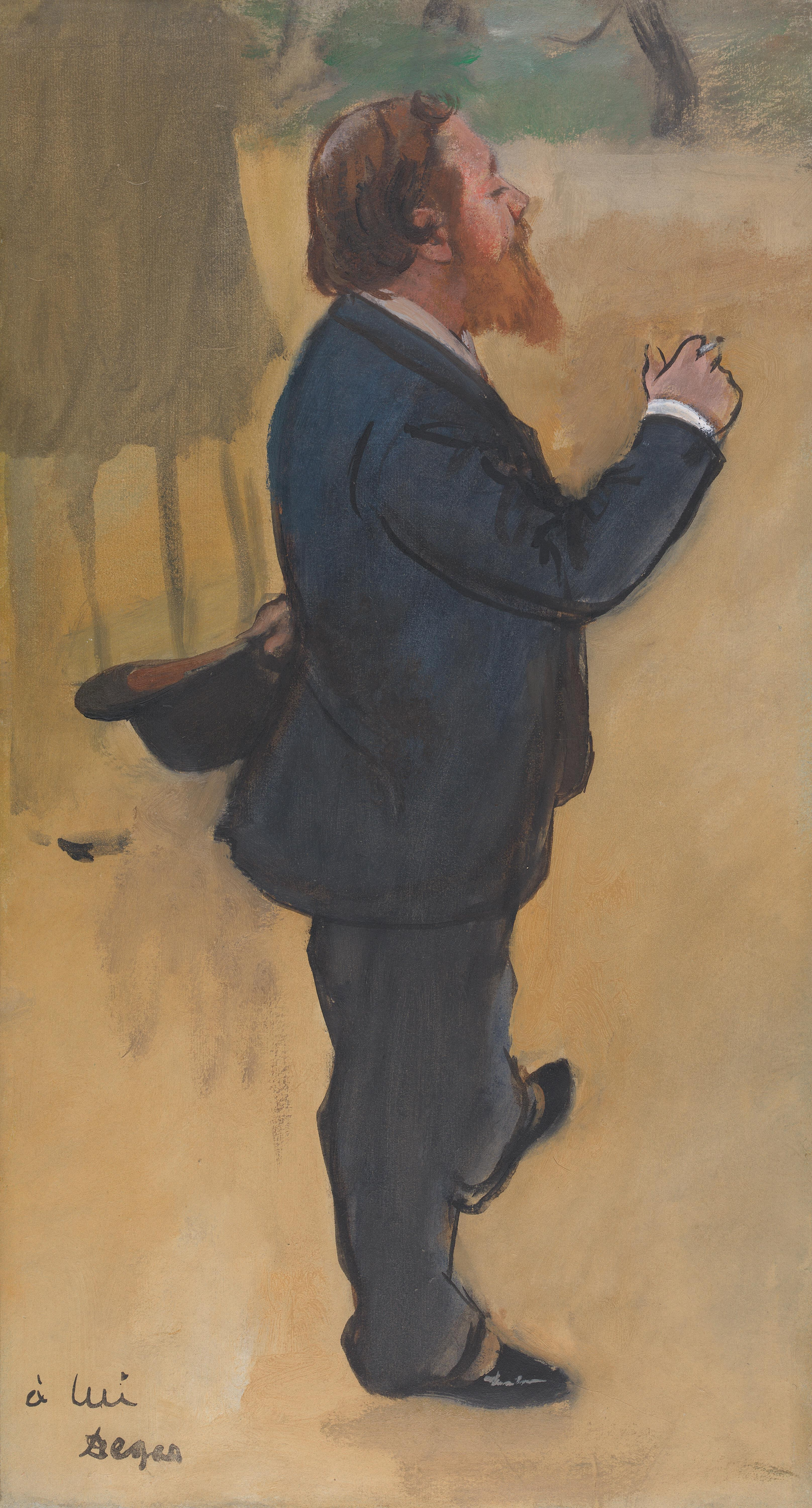
Carlo Pellegrini auf einem Ölbild von Edgar Degas (1876/77), heute in der Tate Gallery, London

Carlo Pellegrini (* März 1839 in Capua; † 22. Januar 1889 in London) war ein italienischer Zeichner und Karikaturist, der von Ende 1864 in London wirkte und dessen Karikaturen seit 1869 regelmäßig im Magazin Vanity Fair veröffentlicht wurden. 

## Leben und Wirken
Carlo Pellegrinis Vater war der Nachkomme einer alten in der Provinz Caserta ansässigen Familie, die  als Sedili Capuani bekannt war. Seine Mutter war ein Nachfahrin der Medici. 1860 kämpfte Pellegrini als Freiwilliger unter Giuseppe Garibaldi in der Schlacht am Volturno. Im November 1864 kam er nach London. Er fertigte Karikaturen von Staatsmännern und anderen öffentlichen Persönlichkeiten an. Mit einer Karikatur von Benjamin Disraeli begann am 30. Januar 1869 eine Serie von wöchentlich im Magazin Vanity Fair erscheinenden Karikaturen, die bis zu seinem Tod 1889 fortgesetzt wurde. Die ersten Zeichnungen unterzeichnete Pellegrini noch mit „Singe“. Schließlich wurde „Ape“ zu seiner endgültigen Signatur.
1871 schuf Pellegrini aus Terrakotta eine Statuette von Robert Lowe. Er malte Ölportraits von Sir Edward Watkin (1819–1901), Sir Algernon Borthwick (1830–1908) und anderen. 1878 wurden Pellegrinis Bilder an der Royal Academy of Arts ausgestellt.

## Nachweise
- Frederic Boase: Modern English Biography: Containing Many Thousand Concise Memoirs of Persons who Have Died Since the Year 1850, with an Index of the most Interesting Matter. Netherton & Worth, Truro: 1892–1921, 6 Bände.
- Michael Bryan: Dictionary of Painters and Engravers, Biographical and Critical. 2 Bände, Bell, London 1886–1889 (online).